# Quinto : à ne pas tuer
Pour plus de détails, voir Fiche technique et Distribution.
Quinto : à ne pas tuer (Quinto: non ammazzare) est un western spaghetti italo-espagnol sorti en 1969, réalisé par León Klimovsky.

## Synopsis
Déguisés en lépreux, Blackie et sa bande, qui comprend Albert, John, Sucre, Vincent, Navajo et Kate, volent un demi-million de dollars à une banque et laissent derrière eux de nombreux morts. Vincent est attrapé et pendu par les habitants de la ville pendant la poursuite. Pour 10 000 $, les habitants de la ville engagent un étranger pour récupérer le butin et régler leur compte aux bandits. 
Dans leur cachette, ceux-ci constatent que l'argent a disparu. En chemin pour le retrouver, ils vont dans une taverne du désert, où ils maltraitent le jeune Bill. Les soupçons mutuels du gang les fot s'entretuer : Kate tue John ; Albert est tué par Navajo, qui quitte la bande avec une femme. Sucre, ancien officier, tuberculeux, et frère de Vincent, apprend au jeune Bill à tirer. Sucre pense ainsi s'en servir. Lorsque Sucre et Blackie se battent, l'argent caché dans une selle réapparaît. Kate trahie essaie alors de tuer Blackie, mais c'est elle qui meurt. Sentant la mort approcher, Sucre pousse Bill à le tuer. Avant cela, il lui fait promettre de ramener l'argent et d'enterrer Vincent.

## Fiche technique
- Titre français : Quinto : à ne pas tuer[1] ou Le Dernier des condors[2]
- Titre original italien : Quinto: non ammazzare
- Titre original espagnol : El valor de un cobarde[3]
- Genre : Western spaghetti
- Réalisation : León Klimovsky
- Scénario : Manuel Martínez Remís, Dino De Rugieriis
- Production : Cines Europa, R.M. Films
- Photographie : Giuseppe La Torre
- Montage : Antonio Jimeno
- Musique : Piero Umiliani
- Décors : Paolo Ambrosetti
- Maquillage : Duilio Giustini
- Année de sortie : 1969
- Durée : 100 minutes
- Format d'image : 1.85:1
- Langue : italien, espagnol
- Pays :  Italie,  Espagne
- Distribution en Italie : Movietime
- Date de sortie en salle en France : 11 juin 1980[1]

## Distribution
- Giuseppe Cardillo (sous le pseudo de Steven Todd) : Bill
- Sarah Ross : Kate
- Alfonso Rojas : Blackie
- Diana Sorel : Eliana
- Alfonso de la Vega : Hank
- Joe Kamel : Albert
- José Marco : Navajo
- Roberto Camardiel : William